# James Hewitt
James Lifford Hewitt (n. 30 aprilie 1958, Derry, Irlanda de Nord, Regatul Unit) este un fost ofițer de cavalerie în armata britanică. A intrat în atenția publicului la mijlocul anilor 1990, după ce a dezvăluit o aventură cu Diana, Prințesa de Wales, în timp ce aceasta era căsătorită cu prințul Charles.

## Tinerețe
Hewitt s-a născut în Derry, Irlanda de Nord,  unde tatăl său, pentatlonistul John Hewitt de la Jocurile Olimpice din 1952, se afla cu o bază a Marinei Regale. A crescut în Kent  și Devon. Mama lui, Shirley Stamp, a fost fiica unui chirurg stomatolog din Londra, care locuia în Devon.  Hewitt a fost educat la Școala Pregătitoare Norwood din Exeter, înainte de a merge la Millfield, o școală publică, din Street, Somerset. 

## Carieră

### Armată
După ce a absolvit Academia Militară Regală Sandhurst, Hewitt a fost angajat în regimentul Life Guards al Armatei Britanice la 8 aprilie 1978 ca sublocotenent.  A fost promovat locotenent la 8 aprilie 1980.  La 1 octombrie 1981 s-a transferat de la un comisariat de termen redus la un comisariat regulamentar specializat.  A fost promovat căpitan activ la 8 octombrie 1984.  La 21 octombrie 1985, s-a transferat de la comisariatul specializat la un centru militar general.  În 1991, a fost comandant de escadrilă de tancuri Challenger în Războiul din Golf.   El a fost menționat în rapoarte militare „în semn de recunoaștere a serviciului său militar din timpul operațiunii din Golf”, în iunie 1991.  A picat de trei ori examenul de promovare la maior. 
La 1 martie 1994, a fost retras din armata britanică după 17 ani de serviciu militar.  BBC a raportat în 2003 că, la pensionare, lui Hewitt i s-a acordat gradul de maior „în conformitate cu practica obișnuită a armatei”.  

### Carieră în afaceri și media
Hewitt a deschis un centru de antrenament de golf în anul 1994. 
A câștigat reality show-ul Întoarcerea la realitate de la Channel 5 în 2004; în 2006, Hewitt a apărut ca și concurent la X Factor: Bătălia starurilor, versiunea celebrităților a spectacolului X Factor. De asemenea, a apărut în primul episod al Top Gear (din Marea Britanie) din seria 8 în luna mai a aceluiași an pentru a participa alături de alte celebrități la stabilirea timpilor record de pistă în jurul pistei de testare Top Gear în cea mai nouă „mașină la preț rezonabil” a emisiunii: atunci când prezentatorii aproape nu l-au recunoscut la sosirea lui, aparent erau prea jenați să recunoască asta și, în loc să-l întrebe cum se numește, i-au enumerat timpul de pistă ca al „Omului de vorbă bună”, expresie polisemantică, având și semnificația „omul cu spiță bună”, în limba engleză britanică. 
În 2009, Hewitt a deschis un bar numit Casa Polo în stilul Golden Mile din Marbella, Spania.  Acesta a fost închis în 2013.
Hewitt a fost interpretat de Daniel Donskoy în sezonul patru al Coroanei, și de Gareth Keegan în musicalul Diana .

## Viața personală

### Relația cu Prințesa de Wales
Relația lui Hewitt cu prințesa Diana a început în timp ce acesta era încă în Cavaleria Casei și fusese rugat să-i dea lecții de călărie Dianei. Știrile despre relație s-au răspândit rapid și, în câteva luni, ziarele britanice au publicat relatări despre poveste, mai întâi sugerată în Jurnalul din Daily Mail al lui Nigel Dempster și apoi cu o poveste completă în News of the World. Câțiva ani mai târziu, după ce el a plecat din armată, Anna Pasternak a publicat cartea Prințesa îndrăgostită  în 1994. Hewitt a fost o sursă majoră și cartea susținea că el a avut o aventură de cinci ani cu Diana, Prințesa de Wales  începând din 1986 și până în 1991.  Diana a confirmat aventura în interviul ei din 1995 la emisiunea Panorama a BBC-ului. În anul următor, a fost lansat filmul Prințesa îndrăgostită al lui David Greene, bazat pe carte, în care actorii Julie Cox și Christopher Villiers au jucat rolurile principale. 
Hewitt s-a gândit la sinucidere după ce aventura s-a încheiat. Se pregătea pentru o călătorie în Franța și voia să se împuște. El a mărturisit: „m-am suit în mașina mea și am luat câteva lucruri ca să mă urc pe feribotul pentru a merge în Franța – să mă împușc.... Și apoi mama a insistat să vină cu mine. Și, dacă nu ar fi făcut-o, probabil m-aș fi împușcat. Așa că îi datorez cu adevărat viața mea.” 
În 2003, Hewitt a încercat să vândă cele 64 de scrisori personale de la Diana pentru 10 milioane de lire sterline.   Actul de a vinde scrisorile a fost considerat ca trădare a încrederii, iar Sarah, ducesă de York, care este și ea divorțată de un prinț britanic, i-a condamnat acțiunea. S-a raportat că aceasta ar fi zis: „Cred că trădarea este cel mai oribil, oribil și neloial lucru pe care îl poți face cuiva”. 
În mass-media au fost făcute sugestii persistente că Hewitt, și nu Charles, este tatăl biologic al celui de-al doilea fiu al Dianei, Prințul Harry, Duce de Sussex (născut în 1984). Hewitt a declarat presei în 2002 că Harry se născuse deja la momentul aventurii, declarație făcută și de garda de corp din poliție a Dianei.  El a reiterat acest lucru într-un interviu din 2017.  Diana a atribuit culoarea părului roșcat al lui Harry parții ei de familie, numindu-l „micul ei Spencer”. 

### Probleme juridice și medicale
În iulie 2004, Hewitt a fost arestat în fața unui restaurant din Fulham împreună cu Alison Bell, o jurnalistă CNN, pentru deținere de cocaină.  Un Hewitt beat avusese 0,36 grame (0,013 oz) de cocaină în buzunar. I s-a dat un avertisment, iar Bell a fost eliberată fără acuzații. Drept urmare, i s-a refuzat reautorizarea licențelor pentru deținerea de arme de foc din cauza „comportamentului său temperamental”, după ce poliția a găsit o pușcă de calibru 16 dezasamblată pe podeaua sufrageriei sale. 
La 14 mai 2017, s-a raportat că Hewitt a suferit atât un atac de cord, cât și un accident vascular cerebral, luptându-se pentru viața sa în spital.   Cu toate acestea, până la sfârșitul lunii iunie 2017, Hewitt ieșise din spital și se spunea că se recuperează la domiciliu;   în 2021, se spunea că el lucra ca grădinar. 